# 阿爾伯特·沃森二世
阿爾伯特·沃森二世（英語：Albert Watson II；1909年1月5日—1993年3月14日）美國陸軍軍官，最高軍銜為陸軍中將。

## 生平
出生於伊利诺伊州傑佛遜縣。其父為一名陸軍上尉，其祖父阿爾伯特·沃森供職於伊利諾伊州最高法院。受全家人的影響，他信奉美國聖公會。
1934年至1935年，在美國野戰砲兵學校學習。畢業後，在美國陸軍戰爭大學當教師，教授軍事戰略、戰術和地政學。
太平洋戰爭爆發以後，先後參加霍兰迪亚战役、萊特島戰役、沖繩島戰役。他主要在新幾內亞島的第10陸軍服役，後擔任陸軍參謀部人事參謀次長。1950年韓戰爆發之後，前往朝鮮半島參戰。
1961年至1963年，以少將軍銜，擔任柏林司令官，並建立柏林牆以保衛西柏林。
1964年擔任琉球列島高級專員。國務院本想派遣第七軍（VII Corps）司令查尔斯·H·博恩斯蒂尔三世為高級專員，但考慮到博恩斯蒂尔的視力太差，遂改派沃森任職。沃森在任期間提高了琉球人自治權力。由於駐琉球美軍實力弱小，他積極與日本首相佐藤榮作進行合作，但拒絕放棄美國對琉球的施政權。

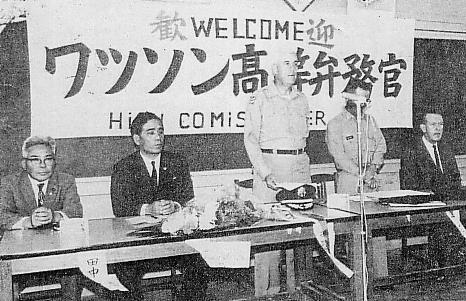
前往津堅島視察時的歡迎儀式（1965年7月）

1966年辭職並退役，居住在德克薩斯州的聖安東尼奧。1993年逝世。